# Pogonophora (cây)
Pogonophora là một chi thực vật trong họ Peraceae, lần đầu tiên được mô tả khoa học như là một chi vào năm 1854. Chi này là bản địa khu vực Trung Phi và bắc Nam Mỹ.

## Các loài
Chi này bao gồm các loài:
1. Pogonophora letouzeyi Feuillet, 1993 - Gabon, Congo
2. Pogonophora schomburgkiana Miers ex Benth., 1854 - Colombia, Venezuela, Guyana, Suriname, Guiana thuộc Pháp, bắc và đông Brasil

### Chuyển đi
Chuyển sang chi khác (Micrandra, Pausandra) 
- P. cunuri  - Micrandra spruceana
- P. trianae - Pausandra trianae